# 国立嘉義大学

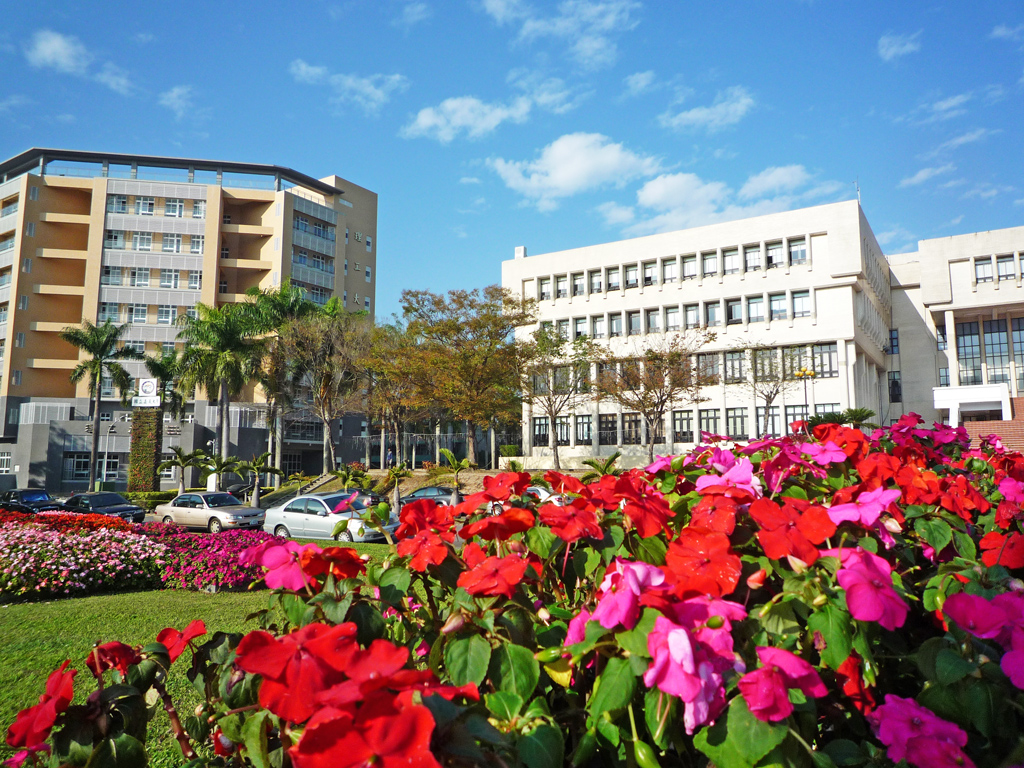
理工学院（左）と本部棟（右）

国立嘉義大学（こくりつかぎだいがく、繁: 國立嘉義大學、英: National Chiayi University）は、台湾省嘉義市東区学府路300番に本部を置く中華民国の国立大学。1919年創立、2000年大学設置。

## 概観

### 大学全体
嘉義大学の前身は「国立嘉義技術学院」と「国立嘉義師範学院」である。2000年に大学に昇格し、現在の校名となった。現在では7つの学部、39の学科、44の大学院研究科、20の研究センターを擁する総合大学となっている。

### 建学の精神
嘉義大学の建学の精神は「誠樸、力行、創新、服務」であり、日本語で「正直、実践、革新、サービス」の意。

### 映画化
台南州立嘉義農林学校時代に同校野球部が甲子園で準優勝をした実話が「KANO 1931海の向こうの甲子園」というタイトルで台湾で映画化され、2014年2月27日より公開された。

## 歴史

### 国立嘉義技術学院の沿革

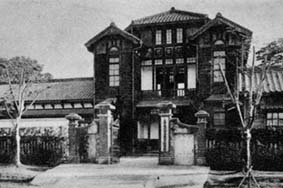
台南州立嘉義農林学校時代の校舎

国立嘉義大学の前身である国立嘉義技術学院の歴史は1919年に設立された「台湾公立嘉義農林学校」が始まり。台湾総督府は台湾農業の発展に必要な人材育成を目的に工業学校を設立、1921年には行政区画変更に伴い「台南州立嘉義農林学校」と改称された。

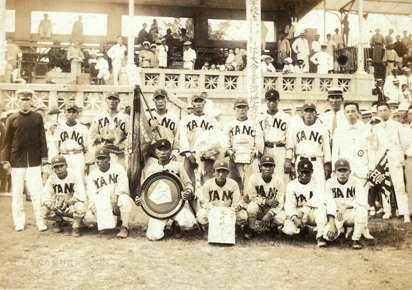
甲子園で準優勝した嘉義農林チーム（1931年）

1931年、第17回全国中等学校優勝野球大会に出場。初出場で決勝戦に進出。その後も名将・近藤兵太郎監督の下、春1回、夏4回甲子園に出場。4回の戦が嘉農では勝った。最後の決勝戦では負けたにもかかわらず「天下の嘉農」と褒めたたえることになる。
1945年、日本の敗戦に伴い中華民国政府による接収が行われると10月25日に「台湾省立嘉義農業職業学校」と改称された。1951年7月1日に「台湾省立嘉義高級農業職業学校」と改称された。1954年8月1日に「示範農学校」を選ばれる、「台湾省立嘉義示範高級農業職業学校」と改称された。1965年7月1日、5年制の「台湾省立嘉義農業専科学校」に昇格。1971年に2年制の夜間部を設置。1975年に全日部にも2年制課程を設置。1981年7月1日に「国立嘉義農業専科学校」と改称。1997年7月1日に「国立嘉義技術学院」へと昇格した。2000年2月1日に「国立嘉義師範学院」と合併し「国立嘉義大学」として開校。

### 国立嘉義師範学院の沿革
1957年に「台湾省立嘉義師範学校」が開校。1966年に5年制の「台湾省立嘉義師範専科学校」に昇格。1972年に夜間部を設置。1983年に2年制の「幼稚教育師資科」を設置。
1987年に「台湾省立嘉義師範学院」と改称。1991年に「国立嘉義師範学院」と改称。2000年2月1日に「国立嘉義技術学院」と合併し「国立嘉義大学」として開校。

### 国立嘉義大学の沿革
- 2000年2月1日 - 国立嘉義技術学院（1919年設立）と国立嘉義師範学院（1957年設立）を統合し開校。蘭潭、民雄、民生、林森の4つのキャンパスが設置された。
- 2004年2月1日 - 教育学部を師範学部へ改称。
- 2006年12月 - 民生キャンパスを新民キャンパスへ改称。
- 2016年8月1日 - 獣医学部を設置。

## 基礎データ

### 所在地
- 蘭潭キャンパス（嘉義市東区学府路300）
- 民雄キャンパス（嘉義県民雄郷文隆村85）
- 新民キャンパス（嘉義市西区新民路580）
- 林森キャンパス（嘉義市東区林森東路151）

### 学章
嘉義大学の学章は、この大学の木質材料とデザイン学科及び大学院研究科李安勝教授がデザインしたもので、その設計理念は国立嘉義技術学院と国立嘉義師範学院など2つの伝統を持つ学校を統合した大学であることを意味する。
玉山の意匠が中央に配置され、そこから延びる川は豊かな嘉南平原を育み、嘉義大学の歴史が長く、永続的かつ健やかな発展を象徴し、無数の優秀な青年学子を育成し、国家社会に貢献して、さらに嘉大生の飲水思源の意味を持つ。

### 嘉義大学学歌
嘉義大学学歌は2001年12月26日に正式に発表された。外国語学学科及び大学院研究科の余玉照教授が作詞し、音楽学科及び大学院研究科の鄭啓宏非常勤准教授が作曲した。2002年1月下旬に音楽学科及び大学院研究科の涂淑芬講師がソロ及び学生がコーラスのテープを公開した。

## 組織
| 師範学部 | 教育学科及び大学院研究科 教育学科学士課程 教育学科大学院研究科修士課程 教育学科大学院研究科修士在職専門課程 教育学科大学院研究科博士課程 数理教育大学院研究科修士課程 数理教育大学院研究科修士在職専門課程 教育行政と政策発展大学院研究科修士課程 教育行政と政策発展大学院研究科修士在職専門課程 | 補導と諮商学科及び大学院研究科           |
| 師範学部 | 体育と健康レジャー学科及び大学院研究科 | 幼児教育学科及び大学院研究科             |
| 師範学部 | 特別支援教育学科及び大学院研究科 | デジタル学習設計管理学科及び大学院研究科 |
| 師範学部 | 教学専業国際修士課程 | —                                        |

| 人文芸術学部 | 中国文学科及び大学院研究科   | 外国語学学科及び大学院研究科 |
| 人文芸術学部 | 応用歴史学科及び大学院研究科 | 視覚芸術学科及び大学院研究科 |
| 人文芸術学部 | 音楽学科及び大学院研究科     | —                            |

| 管理学部 | 企業管理学科及び大学院研究科 | 財務金融学科及び大学院研究科       |
| 管理学部 | 応用経済学科及び大学院研究科 | 生物事業管理学科及び大学院研究科   |
| 管理学部 | 情報管理学科及び大学院研究科 | 行銷と観光管理学科及び大学院研究科 |
| 管理学部 | 観光レジャー管理大学院研究科 | 管理学部学士課程                   |
| 管理学部 | 英語授業観光及び管理修士課程 | 管理学部修士在職専門課程           |

| 農学部 | 農芸学科及び大学院研究科             | 園芸学科及び大学院研究科                 |
| 農学部 | 森林及び自然資源学科及び大学院研究科 | 木質材料とデザイン学科及び大学院研究科   |
| 農学部 | 動物科学科及び大学院研究科           | 生物農業テクノロジー学科及び大学院研究科 |
| 農学部 | 景観学科及び大学院研究科             | 植物医学科                               |
| 農学部 | 農業科学博士課程                     | 農学部農業テクノロジー英語授業修士課程   |

| 理工学部 | 電子物理学科及び大学院研究科       | 応用化学科及び大学院研究科     |
| 理工学部 | 応用数学科及び大学院研究科         | 生物機電工学科及び大学院研究科 |
| 理工学部 | 土木と水資源工学科及び大学院研究科 | 情報工学科及び大学院研究科     |
| 理工学部 | 電機工学科                         | 機械と能源工学科               |

| 生命科学部 | 食品科学科及び大学院研究科             | 水生生物科学科及び大学院研究科         |
| 生命科学部 | 生物資源学科及び大学院研究科           | 生化学テクノロジー学科及び大学院研究科 |
| 生命科学部 | 微生物免疫と生物薬学科及び大学院研究科 | 生命科学英語授業修士課程               |

| 獣医学部 College of Veterinary Medicine | ■獣医学科及び大学院研究科 | — |

## 研究センター
- 師範学部
  - 特殊教育センター
  - 幼児教育センター
  - 科学教育センター
  - 家庭教育センター
  - 教学発展センター
  - 教育研究調査センター
- 人文芸術学部
  - 人文芸術センター
  - 台湾文化研究センター
- 管理学部
  - 電子商務研究センター
  - レジャー管理研究センター
  - 農企業経営管理研究センター
- 農学部
  - 園芸技芸センター
  - 農業推広センター
- 理工学部
  - 毒物研究センター
  - 自動化研究センター
  - 土木防災研究センター
  - 数位情報センター
  - 光電研究センター
- 生命科学部
  - 中草薬および微生物利用研究センター
  - 検験分析及技術推広服務センター

## 付属施設
- 通識教育センター
- 師資培育センター
- 台湾原住民族教育及産業発展センター
- 言語センター
- 創新育成センター
- 技術移転センター

## 附属学校
- 国立嘉義大学附設実験国民小学
- 太平実験小学 - 太平国民小学及び竜眼キャパス、太興国民小学

## 学生

### 学生組織
- 蘭潭学生会
- 蘭潭学生議会
- 民雄学生会
- 民雄学生議会
- 新民学生会
- 新民学生議会
- 蘭潭畢聯会
- 民雄畢聯会
- 新民畢聯会
- 僑生聯誼会
- 進修推広部班聯会

## 教員

### 歴代校長・学長

#### 両校時代歴代校長
| 両校時代の校長                             |                  |                                                                                                   |                                            |                  |                  |                         |                  |
| 校名                                       | 代               | 氏名                                                                                              | 任期                                       | 校名             | 代               | 氏名                    | 任期             |
| 国立嘉義技術学院                           | 国立嘉義技術学院 | 国立嘉義技術学院                                                                                  | 国立嘉義技術学院                           | 国立嘉義師範学院 | 国立嘉義師範学院 | 国立嘉義師範学院        | 国立嘉義師範学院 |
| 日本統治時代                               | 日本統治時代     | 日本統治時代                                                                                      | 日本統治時代                               | 未開校           | 未開校           | 未開校                  | 未開校           |
| 台湾総督府嘉義農林学校 （1919年-1921年）   |                  |                                                                                                   |                                            | 未開校           | 未開校           | 未開校                  | 未開校           |
| 準備主任                                   | 藤黑総左衛門     | 1919年4月 -- 1919年5月                                                                            |                                            | 未開校           | 未開校           | 未開校                  | 未開校           |
| 初代                                       | 柳川鑑藏         | 1919年5月 -- 1921年4 月                                                                           |                                            | 未開校           | 未開校           | 未開校                  | 未開校           |
| 初代                                       | 柳川鑑藏         | 台南州立嘉義農林学校 （1921年-1945年）                                                            |                                            | 未開校           | 未開校           | 未開校                  | 未開校           |
| 初代                                       | 柳川鑑藏         | 1921年4月 -- 1926年4月                                                                            |                                            | 未開校           | 未開校           | 未開校                  | 未開校           |
| 第2代                                      | 樋口孝           | 1926年4月 -- 1931年3月                                                                            |                                            | 未開校           | 未開校           | 未開校                  | 未開校           |
| 代理                                       | 中林直俊         | 1931年3月 -- 1931年4月                                                                            |                                            | 未開校           | 未開校           | 未開校                  | 未開校           |
| 第3代                                      | 島內庸明         | 1931年4月 -- 1937年4月                                                                            |                                            | 未開校           | 未開校           | 未開校                  | 未開校           |
| 第4代                                      | 田村朋一         | 1937年4月 -- 1940年4月                                                                            |                                            | 未開校           | 未開校           | 未開校                  | 未開校           |
| 第5代                                      | 鹿討豐雄         | 1940年4月 -- 1943年4月                                                                            |                                            | 未開校           | 未開校           | 未開校                  | 未開校           |
| 第6代                                      | 西崎茂           | 1943年4月 -- 1944年2月                                                                            |                                            | 未開校           | 未開校           | 未開校                  | 未開校           |
| 第7代                                      | 服部正夷         | 1944年2月 -- 1945年10月                                                                           |                                            | 未開校           | 未開校           | 未開校                  | 未開校           |
| 中華民国統治期                             |                  |                                                                                                   |                                            | 未開校           | 未開校           | 未開校                  | 未開校           |
| 台湾省立嘉義農業職業学校 （1945年-1951年） |                  |                                                                                                   |                                            | 未開校           | 未開校           | 未開校                  | 未開校           |
| 初代                                       | 劉傳來           | 1945年11月 -- 1946年11月                                                                          |                                            | 未開校           | 未開校           | 未開校                  | 未開校           |
| 代理                                       | 蔡鵬飛           | 1946年12月 -- 1947年4月                                                                           |                                            | 未開校           | 未開校           | 未開校                  | 未開校           |
| 第2代                                      | 廖季清           | 1947年5月 -- 1951年7月                                                                            |                                            | 未開校           | 未開校           | 未開校                  | 未開校           |
| 第2代                                      | 廖季清           | 台湾省立嘉義高級農業職業学校 （1951年-1965年） 台湾省立嘉義示範高級農業職業学校 （1957年-1958年） |                                            | 未開校           | 未開校           | 未開校                  | 未開校           |
| 第2代                                      | 廖季清           | 1951年7月 -- 1952年9月                                                                            |                                            | 未開校           | 未開校           | 未開校                  | 未開校           |
| 代理                                       | 周簡文           | 1952年9月 -- 1954年1月                                                                            |                                            | 未開校           | 未開校           | 未開校                  | 未開校           |
| 第3代                                      | 張愷             | 1954年2月 -- 1965年3月                                                                            | 台湾省立嘉義師範学校 （1957年-1966年）     | 初代             | 熊茂生           | 1957年8月 -- 1966年7月  |                  |
| 第3代                                      | 張愷             | 台湾省立嘉義農業専科学校 （1965年-1981年）                                                        |                                            |                  |                  |                         |                  |
| 第3代                                      | 張愷             | 1965年3月 -- 1967年8月                                                                            | 台湾省立嘉義師範専科学校 （1966年-1987年） | 第2代            | 耿相曾           | 1966年8月 -- 1972年7月  |                  |
| 第4代                                      | 鄧善章           | 1967年8月 -- 1972年2月                                                                            | 台湾省立嘉義師範専科学校 （1966年-1987年） | 第3代            | 蘇惠鏗           | 1972年8月 -- 1976年7月  |                  |
| 第5代                                      | 余傳韜           | 1972年2月 -- 1979年5月                                                                            | 台湾省立嘉義師範専科学校 （1966年-1987年） | 第4代            | 劉效騫           | 1976年8月 -- 1980年7月  |                  |
| 第6代                                      | 余玉賢           | 1979年8月 -- 1981年7月                                                                            | 台湾省立嘉義師範専科学校 （1966年-1987年） | 第5代            | 王紹楨           | 1980年8月 -- 1987年7月  |                  |
| 第6代                                      | 余玉賢           | 国立嘉義農業専科学校 （1981年-1997年）                                                            | 台湾省立嘉義師範専科学校 （1966年-1987年） |                  |                  |                         |                  |
| 第6代                                      | 余玉賢           | 1981年7月 -- 1981年12月                                                                           | 台湾省立嘉義師範学院 （1987年-1991年）     | 第6代            | 黃國彥           | 1987年8月 -- 1991年6月  |                  |
| 第7代                                      | 林中茂           | 1981年12月 -- 1990年7月                                                                           | 国立嘉義師範学院 （1991年-2000年）         | 第6代            | 黃國彥           | 1991年7月 -- 1994年7月  |                  |
| 第8代                                      | 胡懋麟           | 1990年8月 -- 1997年7月                                                                            | 国立嘉義師範学院 （1991年-2000年）         | 代理             | 陳國雄           | 1994年8月 -- 1995年9月  |                  |
| 第8代                                      | 胡懋麟           | 国立嘉義技術学院 （1997年-2000年）                                                                | 国立嘉義師範学院 （1991年-2000年）         |                  |                  |                         |                  |
| 第8代                                      | 胡懋麟           | 1997年7月 -- 1999年11月                                                                           | 国立嘉義師範学院 （1991年-2000年）         | 代理             | 李建興           | 1995年10月 -- 1996年1月 |                  |
| 代理                                       | 邱義源           | 1999年11月 -- 2000年1月                                                                           | 国立嘉義師範学院 （1991年-2000年）         | 第7代            | 黃富順           | 1996年2月 -- 2000年1月  |                  |

#### 嘉義大学歴代学長
| 代    | 氏名   | 任期                        |
| ----- | ------ | --------------------------- |
| 初代  | 楊国賜 | 2000年2月1日～2003年1月31日 |
| 第2代 | 楊国賜 | 2003年2月1日～2005年1月31日 |
| 第3代 | 李明仁 | 2005年2月1日～2008年1月31日 |
| 第4代 | 李明仁 | 2008年2月1日～2012年1月31日 |
| 第5代 | 邱義源 | 2012年2月1日～2016年1月31日 |
| 第6代 | 邱義源 | 2016年2月1日～2018年1月31日 |
| 第7代 | 艾群   | 2018年2月1日～2022年1月31日 |
| 第8代 | 林翰謙 | 2022年2月1日～現任          |

### 主な教員
- 古森本教授
- 李明仁教授
- 呂福原教授
- 余玉照教授
- 呉秉恩教授
- 周逸衡教授
- 楊玲玲教授
- 楊国賜教授
- 蔡渭水教授

## スポーツ・サークル・伝統

### サークル
学生のサークルは104つのサークルがある。教員のサークルは11つのサークルがある。

## 主な出身者
- 呉明捷（野球選手）
- 呉昌征（プロ野球選手）
- 萩原寛（プロ野球選手・プロ野球審判員）
- 今久留主淳（プロ野球選手）
- 今久留主功（プロ野球選手）
- 郭岱琦（台湾プロ野球選手）
- 陳明文（政治家、嘉義県長・立法委員）
- 黄敏恵（政治家、嘉義市長・国民大会代表・立法委員）
- 呉連義（軍人、旧日本軍軍属）

## 交流のある主な学校
- 酪農学園大学（日本）
- 明治大学（日本）
- 上越教育大学（日本）
- 中京大学（日本）
- 香川大学（日本）
- 韓京国立大学校（大韓民国）
- アイダホ大学（アメリカ合衆国）
- オレゴン大学（アメリカ合衆国）
- カーディフ大学（イギリス）
- ニューイングランド大学（オーストラリア）
- サザンクロス大学（オーストラリア）
- リンカーン大学（ニュージーランド）